# Pokuta (film 1983)
Pokuta (gruz. მონანიება / Monanieba, ros. Покаяние / Pokajanije) – trzecia część tryptyku filmowego gruzińskiego reżysera Tengiza Abuładze z 1984 roku, nakręcona po Błaganiu (1967) i Drzewie pragnień (1976). Dramat będący rozrachunkiem z epoką stalinizmu i wnikliwym studium tyranii. Pokuta na ekrany trafiła dopiero w 1986 roku, stając się z miejsca ważnym wydarzeniem artystycznym, społecznym i politycznym.
Zdjęcia kręcono w Tbilisi i Batumi.

## Nagrody
- 40. MFF w Cannes
  - Grand Prix
  - Nagroda FIPRESCI
  - Nagroda Jury Ekumenicznego
- Nominacja do Złotego Globu za najlepszy film nieanglojęzyczny
- 6 nagród Nika, rosyjskich odpowiedników Oscara

## Obsada
- Awtandił Macharadze jako Warłam Arawidze / Abel Arawidze
- Ija Ninidze jako Guliko
- Ketewan Abuładze jako Nino Barateli
- Zejnab Bocwadze jako Ketewan Barateli
- Kachi Kawsadze jako Michaił Koreszeli
- Merab Ninidze jako Tornike